# Округ Дејвис (Индијана)
Дејвис (енгл. Daviess County) је округ у америчкој савезној држави Индијана.

## Демографија
По попису из 2010. године број становника је 31.648, што је 1.828 (6,1%) становника више него 2000. године.
| Група             | 2000.          | 2010.          |
| Белци             | 28.815 (96,6%) | 29.696 (93,8%) |
| Афроамериканци    | 134 (0,4%)     | 172 (0,5%)     |
| Азијати           | 74 (0,2%)      | 161 (0,5%)     |
| Хиспаноамериканци | 620 (2,1%)     | 1.314 (4,2%)   |
| Укупно            | 29.820         | 31.648         |